# 赵明禄
趙明祿（朝鲜语：／ Jo Myong-lok，1928年7月12日—2010年11月6日），为朝鮮民主主義人民共和国和朝鲜劳动党主要领导人之一、朝鲜人民军高级军官。曾任朝鲜劳动党中央政治局常务委员会常务委员，朝鲜国防委员会第一副委员长兼朝鲜人民军总政治局局长。军衔为朝鲜人民军元帅。
1928年7月12日，趙明錄出生於朝鮮北部的咸鏡北道延社郡（一說出生於中国吉林省延吉市）。出生年份除1928年外，亦有1930年或1936年的说法。1950年，趙明錄加入朝鮮人民軍。1975年任防空军司令官。1977年任朝鲜人民军空军司令官，晉升爲朝鲜人民军空军中将军衔。1980年当选朝鲜劳动党中央委員和中央軍事委员会委員，并任朝鲜人民军空军司令官。1985年晉升爲人民军空军上将军衔。1992年晉升爲朝鲜人民军空军大将。1995年10月，趙明錄被授予朝鲜人民军次帥軍銜，之后出任朝鲜人民军总政治局局长。1998年9月，趙明錄当选為国防委员会第一副委员长，成为朝鲜軍隊实际上的二号人物，亦是朝鲜最高领导人、朝鲜劳动党中央委员会总书记金正日的亲信。
2000年10月9日至10月12日，趙明錄次帥以朝鮮勞動黨總書記兼國防委員會委員長金正日的特使、國防委員會第一副委員長的身份訪問美國。訪問期間，趙明錄向美國總統克林頓轉達了朝鲜劳动党中央委员会总书记金正日的親筆信以及其對朝美關係的看法。趙明錄特使及其一行還會見了國務卿馬德琳·奧爾布賴特、國防部部長威廉·柯恩等美國政府高級官員，就共同關心的問題廣泛交換了意見。2000年10月23日，朝鲜最高領導人金正日和美國國務卿馬德琳·奧爾布賴特在平壤會晤。朝美關係一度空前緩和。

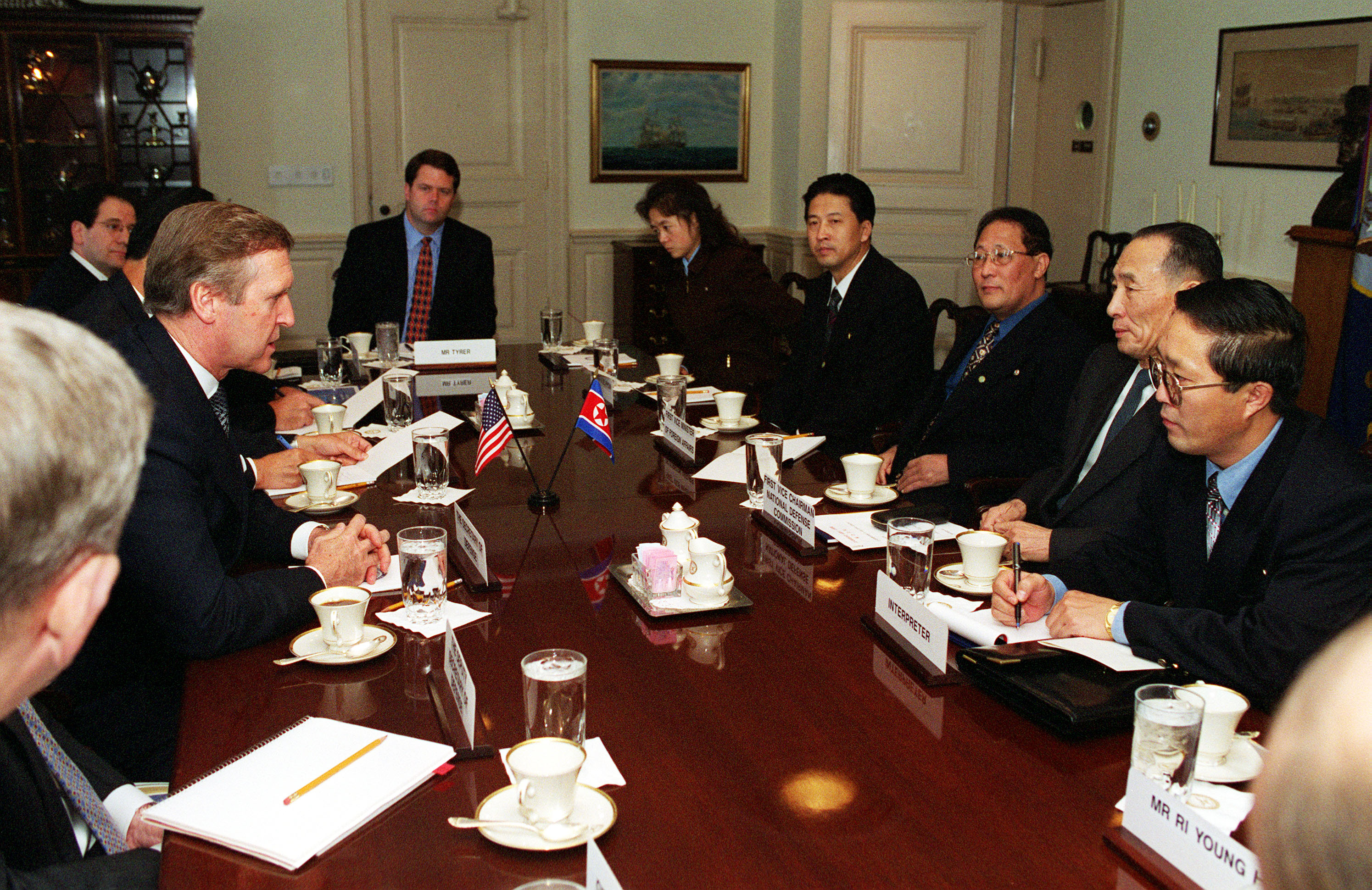
趙明錄（右二）於2000年訪問美國，在五角大樓與美國國防部部長威廉·柯恩（與趙明錄對坐者）會談。右五為金正日的秘書金玉。

2010年11月6日，趙明錄因心臟病逝世，享年82歲。。離世前一個月在2010年的朝鮮勞動黨第三次代表會議上當選為朝鲜劳动党中央政治局常委。11月10日，朝鲜為趙明錄舉行國葬。

## 個人年表
- 1928年7月12日　出生于咸镜北道延社郡。
- 1959年　從蘇聯學成后返回朝鲜。
- 1971年　 任朝鮮人民军空军司令部参谋长。
- 1975年　被授予朝鲜人民军空军少将军衔，晋升为朝鲜人民军防空军司令官。
- 1977年10月　调任朝鮮人民军空军司令官，同时被授予空军中将军衔。
- 1977年12月　被选举为第六届最高人民会议代议员。
- 1980年10月　在朝鲜劳动党第六次代表大会上当选为中央委员会委员、中央军事委员会委员。
- 1982年2月　被选举为第七届最高人民会议代议员。
- 1985年5月　再任朝鲜人民军空军司令官，被授予空军上将军衔。同年访问东德与中国。
- 1986年11月　被选举为第八届最高人民会议代议员。
- 1990年4月　被选举为第九届最高人民会议代议员。
- 1992年　被授予空军大将军衔。
- 1994年1月　訪問伊朗。
- 1994年7月　担任朝鲜最高领导人金日成国家治丧委员会委员。
- 1994年11月　以空军司令官率領空軍代表團前往古巴訪問（擔任代表團團長）。
- 1995年2月　担任吴振宇元帅国家治丧委员会委员。
- 1995年10月8日　被授予朝鲜人民军次帥军衔，旋即出任朝鲜人民军总政治局局长。
- 1998年9月5日　担任朝鲜民主主义人民共和国国防委员会第一副委员长。
- 2000年10月　赵明禄以朝鲜最高领导人金正日特使的身份访问美国，是自朝鲜战争结束后访问美国的朝鲜最高级别的领导人。
- 2003年4月　以国防委员会第一副委员长兼人民军总政治局局长的身份访问中国，受到中国共产党中央委员会总书记胡锦涛的接见，并同中华人民共和国中央军事委员会副主席兼国防部长曹刚川上将、中华人民共和国中央军事委员会副主席郭伯雄上将、中国人民解放军总政治部主任徐才厚上将以及中国人民解放军总参谋部副总参谋长熊光楷上将等中国军方主要领导人会谈。
- 2003年9月　继续连任国防委员会第一副委员长。
- 2009年4月　再次连任朝鲜民主主义人民共和国国防委员会第一副委员长。
- 2010年9月　与金正日、金永南、崔永林、李英浩一并当选为朝鲜劳动党中央政治局常委。
- 2010年11月6日10时30分　因长期患心脏病去世，享年82岁。

从1977年第六届最高人民会议起，赵明录一直被选举为最高人民会议代议员。